# Буроголовый длиннокрылый попугай
Буроголовый длиннокрылый попугай (лат. Poicephalus cryptoxanthus) — птица семейства попугаевых.

## Внешний вид
Длина тела 15—23 см. Основная окраска серо-зелёная. Голова коричневого цвета, в области ушей с серым оттенком, под крыльями имеются ярко-жёлтые пятна. Подхвостье серое. Надклювье черноватое, подклювье светлее. Окологлазное кольцо тёмно-серое. Лапы серые. Радужка жёлтая.

## Распространение
Обитает в Юго-Восточной и Южной Африке.

## Образ жизни
Населяет горные районы до высоты 160 м над уровнем моря, мангровые заросли прибрежных районов, саваны, лесистые местности, предпочитая деревья баобаба. Питаются плодами, орехами и семенами; сельскохозяйственные вредители. Живут парами или маленькими группами. Очень редок.

## Размножение
В кладке 3—4 яйца.

## Содержание
Молодые попугаи хорошо приспосабливаются к новой среде и быстро приручаются. Это игривые и нежные попугаи, которым не требуется пристальное внимание со стороны владельца. Средняя продолжительность жизни до 30 лет (в среднем 15—20 лет).

## Классификация
Вид включает в себя 2 подвида.
- Буроголовый длиннокрылый попугай Poicephalus cryptoxanthus cryptoxanthus (Peters, 1854) — номинативный подвид. Обитает в Эсватини, ЮАР, на юго-востоке Зимбабве и юге Мозамбика.
- Танганьикский буроголовый длиннокрылый попугай  Poicephalus cryptoxanthus tanganyikae Bowen, 1930 — голова с болотным оттенком, область ушей более серая, спина светлее, чем у номинативного подвида. Обитает на юге Кении, севере и северо-востоке Мозамбика, юге Мали и в Танзании.

Некоторые ученые выделяют также подвид Занзибарский буроголовый длиннокрылый попугай Poicephalus cryptoxanthus zanzibaricus — крупнее номинативного подвида, длина тела 23 см, крыла — 165—170 мм. Обитает на островах Занзибар и Пемба. Находится на грани исчезновения.